# اسلوئیس
اسلوئیس (به هلندی: De Sluis) یک منطقهٔ مسکونی در هلند است که در تولن (هلند) واقع شده‌است.